# 7 d'Àries
7 d'Àries (7 Arietis) és una estrella de la constel·lació d'Àries. És de la magnitud aparent 5,76.